# Julie des Épines du Sacré-Cœur
Julia Navarrette Guerrero, en religion Mère Julie des Épines du Sacré-Cœur (Oaxaca de Juárez, 30 juin 1881 - 21 novembre 1974, Toluca), est une religieuse mexicaine, fondatrice des filles missionnaires de la Très Pure Vierge Marie. Elle est reconnue comme vénérable par l'Église catholique. 

## Biographie
Issue d'un milieu profondément religieux, Julia Navarrette Guerrero fonda à Aguascalientes la Congrégation des Sœurs missionnaires de la Très Pure Vierge Marie, pour l'éducation et la formation chrétienne de la jeunesse. Elle fit profession religieuse sous le nom de sœur Julia de las Espinas del Sagrado Corazon. Elle dirigea son institut pendant de nombreuses années, exerçant son apostolat dans un fort contexte anticlérical. Elle fonda 47 écoles au Mexique et quatre aux États-Unis. Jusqu'à sa mort, elle travailla au développement de sa congrégation et ne cessa d'éduquer et d'enseigner dans la foi chrétienne, avec tendresse, les élèves qui lui étaient confiés. 

## Béatification et canonisation
- 1985 : introduction de la cause en béatification et canonisation
- 22 juin 2004 : le pape Jean-Paul II lui attribue le titre de vénérable

## Sources
- (es) « R.V. Madre Julia Navarrete Guerrero », sur colegiolux.edu.mx (consulté le 20 juillet 2016).
- (es) « Navarrete Guerrero, Julia », sur enciclopedicohistcultiglesiaal.org, mars 2014-juin 2015 (consulté le 20 juillet 2016).
- (es) José Gutiérrez Casillas, Julia Navarrete. Contemplativa y Apóstol, México, Arte Gráfico, 2005.
- « Vénérable Julia Navarrete Guerrero », sur nominis.cef.fr, Nominis (consulté le 20 juillet 2016).